# Die Muse
Die Muse (The Muse) ist eine US-amerikanische Komödie von Albert Brooks aus dem Jahr 1999. Die Hauptrollen spielten Albert Brooks, Sharon Stone und Andie MacDowell.

## Handlung
Der Drehbuchautor Steven Phillips hat eine Schreibblockade. Sein Freund, der preisgekrönte Autor Jack Warrick, gibt ihm den Ratschlag, die als eine Muse bekannte Sarah Little um Hilfe zu bitten.
Little hat zuerst Zweifel, dann lässt sie sich auf Stevens Kosten in einem Luxushotel unterbringen. Sie erklärt Steven, sie würde nicht beim Schreiben helfen, sondern lediglich inspirieren. Um jeder Tages- und Nachtzeit belästigt sie Steven mit ausgefallenen Sonderwünschen. Jedes Mal, wenn Steven zögert, droht sie damit, ihre Unterstützung zu beenden. Seine Frau Laura ist gegenüber Sarah sehr skeptisch eingestellt.
Little zieht bei den Phillips ein. Sie freundet sich mit Laura Phillips an, die dazu inspiriert wird, kleine Kuchen zu backen. Laura verkauft die Kuchen, sie werden bald zum kommerziellen Erfolg.
Steven hat derweil von Sarah einige gute Tipps für ein Drehbuch bekommen. Trotz aller Widrigkeiten zuhause kann er das Buch fertigstellen, doch als er es seinem Produzenten vorlegt, lehnt dieser es mit der Begründung ab, Rob Reiner hätte das gleiche Skript schon vor Steven eingereicht. Die Handlung nimmt eine unerwartete Wendung, als zwei Mitarbeiter eines Pflegeheims bei den Phillips nach Sarahs Verbleib nachfragen, sie sei Bewohnerin ihrer Einrichtung und würde an multipler Persönlichkeit leiden. Sarah kann aus dem Wohnhaus fliehen, Steven trifft sie mit neuer Identität wieder, als sein Agent anruft, um ihm zu sagen, dass ein anderes Studio sein Buch verfilmen will.

## Hintergrund
Neben dem schon erwähnten Rob Reiner gehören auch noch James Cameron und Martin Scorsese zu Sarahs Klienten. Sarah rät Cameron in Anspielung auf Titanic nichts mehr mit Wasser zu machen.

## Kritiken

### Fremdsprachige Kritiken
Roger Ebert schrieb in der Chicago Sun-Times vom 27. August 1999, die Komödie wäre gut, aber nicht großartig. Er lobte die Art, in der Albert Brooks als Schauspieler gleichzeitig einnehmend (ingratiating) und feindselig (hostile) wirken könne. Ebert lobte außerdem die Dialoge und insbesondere die Weise, in der sich hinter der Präzision der Dialoge Verärgerung und Melancholie verbergen würden.
Desson Howe lobte in der Washington Post vom 27. August 1999 die endlose Anzahl der großartigen Szenen. Sharon Stone wurde als schön und sexy bezeichnet.

### Deutschsprachige Kritiken
Cinema 12/1999 schrieb, Sharon Stone würde die Phantasie der Männer beflügeln. Das Drehbuch und die Regie wurden als einfallslos kritisiert.
TV Spielfilm 25/1999 bezeichnete den Film als locker-leicht und witzig.
Film-Dienst 24/1999 lobte die brillanten Dialoge.
TV Today 25/1999 lobte die Darstellung von Sharon Stone, der Film wurde jedoch als zu wenig bissig kritisiert. Ebenfalls TV Movie 25/1999 lobte die Darstellung von Sharon Stone, kritisierte allerdings, dass Albert Brooks zu sehr im Mittelpunkt der Handlung stehen würde, wodurch der Film zu wenig lustig und spannend geworden wäre.

## Auszeichnungen
Sharon Stone wurde im Jahr 2000 für ihre Rolle für den Golden Globe Award nominiert.